# Бэббит (роман)
«Бэббит» (англ. Babbitt) — сатирический роман американского писателя Синклера Льюиса, опубликованный в 1922 году. Книга вызвала ожесточённые споры и повлияла на решение о присуждении Льюису Нобелевской премии по литературе в 1930 году. Фамилия заглавного героя романа стала в английском языке именем нарицательным, обозначающим человека, бездумно следующего буржуазным идеалам. В 2015 году роман был включён в список «100 лучших англоязычных романов» по версии The Guardian. В СССР многократно переиздавался как одно из выдающихся произведений американского «критического реализма».

## Тематика
После социальной нестабильности и резкой экономической депрессии, последовавшей за Первой мировой войной, многие американцы в 1920-е годы рассматривали бизнес и рост городов как основы стабильности. Городская буржуазия и скоробогатые дельцы среднего класса представляли собой яркие образцы американского образа успеха, в то время как продвижение американской исключительности имело решающее значение перед лицом растущих страхов перед коммунизмом. В то же время растущие города Среднего Запада, обычно связанные с массовым производством и возникновением общества потребления, также рассматривались как маркеры американского прогресса. Джордж Ф. Бэббит, главный герой романа, был описан Нобелевским комитетом 1930 года как «идеал американского популярного героя среднего класса. Относительность деловой морали, равно как и частных правил поведения, является для него общепринятым символом веры, и он без колебаний считает Божьей целью, чтобы человек работал, увеличивал свой доход и наслаждался современными благами цивилизации».
Хотя многие другие популярные романисты, писавшие во время публикации «Бэббита», описывают «ревущие двадцатые» как эпоху социальных перемен и разочарования в материальной культуре, современные учёные утверждают, что сам Льюис не был членом «потерянного поколения» молодых писателей, таких как Эрнест Хемингуэй или Ф. Скотт Фицджеральд. Вместо этого он находился под влиянием Эры прогрессивизма; и изменений в американской идентичности, которые сопровождали быструю урбанизацию страны, технологический рост, индустриализацию и окончания освоения фронтира Хотя Эра прогрессивизма воздвигла защитный барьер вокруг образа выдающегося американского бизнесмена, один литературовед писал, что  «Льюису посчастливилось появиться на сцене как раз в тот момент, когда Король оказался голым». Льюиса сравнивали со многими авторами, писавшими до и после публикации «Бэббита», которые выступали с аналогичной критикой среднего класса. Пусть и опубликованная задолго до «Бэббита», в 1899 году, «Теория праздного класса» Торстейна Веблена, которая критиковала потребительскую культуру и социальную конкуренцию на рубеже XX века, часто сравнивается с произведением Льюиса. Написанная десятилетия спустя, в 1950 году, «Одинокая толпа» Дэвида Рисмена также сравнивается с работами Льюиса.

## Зенит
Зенит — типичный город среднего размера на Среднем Западе. Льюис очень критически относился к сходству между большинством американских городов, особенно по сравнению с разнообразными — и, по его мнению, культурно более богатыми— городами Европы. Возмущаясь по поводу взаимозаменяемости американских городов, он писал: «Невозможно было бы написать роман, который в каждой строке был бы одинаково верен Мюнхену и Флоренции». Это не относится к Зениту, литературному дому Бэббита. Зенит — вымышленный город в столь же вымышленном среднезападном штате Уиннемак, соседствующем с Огайо, Индианой, Иллинойсом и Мичиганом (в «Бэббите» не упоминается названия штата, но в последующем романе Льюиса «Эрроусмит» подробно описывается его местоположение). Когда «Бэббит» был опубликован, газеты в Цинциннати, Дулуте, Канзас-Сити, Милуоки и Миннеаполисе утверждали, что их город был образцом для Зенита. Цинциннати был, пожалуй, самым сильным претендентом, поскольку Льюис жил там во время написания книги. Однако из переписки Льюиса следует, что Зенит — это любой город Среднего Запада с населением от 200 000 до 300 000 человек.
Проводя исследования для «Бэббита», Льюис вел подробные дневники, в которых он составлял длинные биографии для каждого из своих персонажей. Для его главного героя эта биография даже включала подробную генеалогию, а также список курсов Бэббита в колледже. Основные имена и семьи Зенита задокументированы в этих журналах, и многие из них снова появляются в более поздних работах Льюиса. Расположение Зенита также представлено в тщательных деталях. Льюис нарисовал серию из 18 карт Зенита и окрестностей, включая дом Бэббита со всей его обстановкой.
Главная добродетель Зенита — конформность, а его религия — бустеризм[en]. Среди выдающихся дельцов в Зените — Верджил Ганч, торговец углём; Сидни Финкельштейн — коммивояжер фирмы дамского готового платья «Паркер и Штейн»; профессор Джозеф К. Памфри — директор коммерческого колледжа «Верный путь» и «преподаватель по деловой корреспонденции, сценарному мастерству и коммерческой юриспруденции»; и Т. Чамли (Чам) Фринк, известный поэт сомнительного таланта. Как риелтор, Джордж Бэббит хорошо знает достоинства своего родного города. В своем выступлении перед советом директоров Zenith Real Estate он заявил: 

Правда, возможно, что Нью-Йорк, Чикаго, Филадельфия всегда будут больше нашего города. Но оставим в стороне эти три города, которые, как известно, настолько разрослись, что ни один порядочный белый человек, который любит жену и ребятишек и свежий воздух на божьем просторе и любит пожать руку соседу у ворот, никогда в этой тесноте жить не захочет, — так вот, я вам прямо скажу, что не променяю первоклассную зенитскую новостройку на весь Бродвей или Стэйт-стрит — и каждому, у кого есть голова на плечах, понятно, что кроме этих трёх больших городов наш Зенит — лучший на земле образец американского образа жизни и процветания! Кроме этих трёх, любому, кто разбирается в фактах, очевидно, что Зенит — лучший пример американской жизни и процветания, который можно найти где угодно.

## Сюжет
Льюиса критиковали и поздравляли за его неортодоксальный стиль письма в «Бэббите». Один рецензент сказал: 

Нет никакого сюжета... «Бэббит» просто становится на два года старше по мере развития сюжета. 

Льюис представляет хронологический ряд сцен из жизни своего главного героя. После представления Джорджа Ф. Бэббита как человека средних лет, «ловкого в деле продажи домов за большую сумму, чем люди могли себе позволить заплатить», Льюис представляет скрупулёзно подробное описание утреннего распорядка Бэббита. Каждый предмет, с которым сталкивается Бэббит, объясняется — от высокотехнологичного будильника, который Бэббит видит как маркер социального статуса, до грубого лагерного одеяла, символа свободы и героизма Запада. Одеваясь на день, Бэббит рассматривает каждый предмет своей униформы «солидного гражданина», самым важным из которых является значок Бустерского клуба, который он носит с гордостью. Первые семь глав следуют за жизнью Бэббита в течение одного дня. Бэббит обожает свою 10-летнюю дочь Тинку, за завтраком  пытается отговорить свою 22-летнюю дочь Верону от ее новообретенных социалистических наклонностей и поощряет своего 17-летнего сына Теда усерднее учиться в школе. В офисе он диктует письма и обсуждает со своими сотрудниками рекламу недвижимости.
Бэббит профессионально успешен как риелтор. Большая часть его энергии в первых главах тратится на восхождение по социальной лестнице через бустерные функции, продажу недвижимости и налаживание отношений с различными высокопоставленными лицами. По словам Бэббита, «всякий порядочный человек в Зените должен был принадлежать хотя бы к одному, а то и к двум-трём из бесчисленных орденов и клубов». Бэббит часто находит работу скучной и нервной. Льюис также рисует яркие сцены покупки Бэббитом спиртного (несмотря на то, что он был сторонником сухого закона) и проведения званых обедов. На встрече выпускников колледжа Бэббит воссоединяется с бывшим одноклассником Чарльзом Маккелви, чей успех в строительном бизнесе сделал его миллионером. Воспользовавшись возможностью пообщаться с кем-нибудь из более состоятельного класса, Бэббит приглашает Маккелви на званый обед. Хотя Бэббит надеется, что вечеринка поможет его семье подняться в обществе, Маккелви уходят рано и не приглашают на ужин в ответ.
Постепенно Бэббит осознает свою неудовлетворенность «американской мечтой» и пытается подавить эти чувства, отправляясь в поход в Мэн со своим близким другом и старым соседом по комнате в колледже Полом Рислингом. Когда Бэббит и Поль приезжают в лагерь, они восхищаются красотой и простотой природы. Глядя на озеро, Бэббит комментирует: «Я просто хотел бы сидеть здесь – всю оставшуюся жизнь — и строгать – и сидеть. И никогда не слышать пишущей машинки». Поль точно так же очарован, заявляя: «О, это чертовски хорошо, Джорджи. В этом есть что-то вечное». Хотя в этой поездке есть свои взлёты и падения, оба мужчины считают ее в целом успешной и уходят с чувством оптимизма в отношении предстоящего года.
В тот день, когда Бэббита избрали вице-президентом клуба бустеров, он узнает, что Пол застрелил свою жену Зиллу. Бэббит немедленно едет в тюрьму, где содержится Пол. Бэббит очень потрясен ситуацией, пытаясь придумать, как помочь Полу. Когда Пола приговорили к трем годам тюремного заключения, Бэббит вернулся в свой кабинет, чтобы понять, что он столкнулся с миром, который без Пола был бессмысленным. Вскоре после ареста Пола Майра (жена Бэббита) и Тинка отправляются навестить родственников, оставляя Бэббита наедине с самим собой. Оставшись наедине со своими мыслями, Бэббит начинает спрашивать себя, чего же он на самом деле хотел в жизни. В конце концов он споткнулся на признании, что ему нужна девушка-фея во плоти. Скучая по Полу, Бэббит решает вернуться в Мэн. Он воображает себя суровым путешественником и думает о том, каково было бы самому стать проводником в лагере. В конечном счете, однако, он разочаровывается в дикой природе и уходит «более одиноким, чем когда-либо в своей жизни».
В конце концов Бэббит находит лекарство от своего одиночества в привлекательной новой клиентке Танис Джудик. Он рассказывает ей обо всем, что случилось с Полом и Зиллой, и Танис оказывается сочувствующей слушательницей. Со временем Бэббит начинает бунтовать против всех стандартов, которые он раньше придерживался: он прыгает в либеральную политику со знаменитым социалистом/юристом по «единому налогу» Сенекой Доуном; ведет внебрачную связь с Танис; ездит на различные каникулы; и скачет вокруг Зенита с потенциальными богемами и хлопушками. Но каждое усилие в конечном итоге разочаровывает его в концепции бунта. Во время своих экскурсий с Танис и её группой друзей, «Банч», он узнает, что даже у богемы есть жёсткие стандарты для своей субкультуры. Когда Вирджил Ганч и другие обнаруживают деятельность Бэббита с Сенекой Доуном и Танис Джудик, Вирджил пытается убедить Бэббита вернуться к конформизму и присоединиться к их недавно основанной «Лиге добрых граждан». Бэббит отказывается. Бывшие друзья подвергают его остракизму, бойкотируя его предприятия по продаже недвижимости и избегая его публично в клубах по всему городу.
Бэббит постепенно начинает осознавать, что его набеги на нонконформизм не только бесполезны, но и разрушительны для жизни и друзей, которых он когда-то любил. И все же он продолжает их – даже после того, как Майра заподозрила связь Бэббита, хотя у неё нет никаких доказательств или конкретных знаний. Не имея никакого отношения к этим событиям, Майра серьёзно заболевает острым аппендицитом. Бэббит, почти прозревший, спешит домой и отказывается от всякого бунта, чтобы заботиться о своей жене. Во время ее долгого выздоровления они проводят много времени вместе, возрождая свою близость. Вскоре его старые друзья и коллеги приветствуют возвращение Бэббита в лоно церкви. Вследствие того, что его недовольные философские блуждания встречаются с практическими событиями жизни, он возвращается к бесстрастному соответствию к концу; однако Бэббит никогда полностью не теряет сентиментальности, сочувствия и надежды на осмысленную жизнь, которые он развил. В финальной сцене все было исправлено в его жизни, и он вернулся на традиционный путь. Он просыпается ночью, чтобы обнаружить, что его сын Тед и Юнис, дочь его соседа, не вернулись с вечеринки. Утром его жена сообщает ему, что эти двое были обнаружены в доме, поскольку они были женаты в ту ночь. В то время как группа друзей и членов семьи собирается, чтобы осудить это развитие событий, Бэббит извиняется перед собой и Тедом, чтобы остаться наедине. Он предлагает свое одобрение брака, заявляя, что, хотя он не согласен, он восхищается тем фактом, что Тед решил вести свою жизнь на своих собственных условиях, а не на условиях соответствия.